# Ulrich de Wurtemberg (mort en 1116)
Pour les articles homonymes, voir Ulrich de Wurtemberg.
Ulrich de Wurtemberg (†1116) est le fils de Conrad Ier de Wurtemberg, seigneur de Wurtemberg, à qui il succéda en 1092.
Il eut plusieurs enfants :
- Jean de Wurtemberg, qui lui succéda comme seigneur de Wurtemberg en 1116.

- Louis de Wurtemberg

- Emich de Wurtemberg

- Louis de Wurtemberg

- Ulrich de Wurtemberg

- Werner de Wurtemberg

La descendance d'Ulrich seigneur de Wurtemberg s'est éteinte en 1690. : Les comtes von Grüningen, les comtes von Landau, les barons von Haus Rappostenstein.
Ulrich de Wurtemberg appartient à la branche aîné de la Maison de Wurtemberg, y compris de Charles de Wurtemberg, chef de la maison de Wurtemberg de 1975 à sa mort en 2022, et, évidemment de son petit-fils et successeur Wilhelm de Wurtemberg.